# Walter Oesau
Walter Gulle Oesau (Farnewinkel, 28 de junho de 1913 — Sankt Vith, 11 de maio de 1944) foi um piloto alemão durante a Segunda Guerra Mundial tendo atingido um total de 127 vitórias confirmadas.
Se alistou para o Exército em 1933 onde serviu num Regimento de Infantaria. No ano de 1934 ele havia sido promovido para Fahnenjunker e estava recebendo treinamentos para voo na Deutschen Verkehrsfliegerschule. Ao completar o seu treinamento de piloto, foi enviado para a Jagdgeschwader “Richtofen”.
Leutnant Oesau era um dos primeiros pilotos de caça a entrar na J/88 na Espanha, em abril de 1938. Ele serviu com a 3. J/88 e obteve 9 vitórias aéreas. Acabou se tornando um dos 27 recebedores da Cruz Espanhola em Ouro e Diamantes (em alemão: Spanienkreuz in Gold mit Brillanten). Ele também havia se ferido durante esta campanha e foi condecorado com o Badge de Feridos Espanhol.
Em 1 de março de 1939, Oesau entrou para o Stabsschwarm do I./JG 2. Em 15 de julho, Oberleutnant Oesau foi designado Staffelkapitän da 1./JG 20 que foi em seguida redesignado 7./JG 51. Oesau registrou a sua primeira vitória na Segunda Guerra Mundial no dia 13 de maio de 1940.
Ele encerrou a Campanha Francesa com um saldo de 5 vitórias. Em 18 de agosto de 1940 ele se tornou o quinto piloto da Luftwaffe a atingir a marca das 20 vitórias na Segunda Guerra Mundial, sendo condecorado com a Cruz de Cavaleiro da Cruz de Ferro (em alemão: Ritterkreuz). Em 25 de agosto de 1940, o então Hauptmann Oesau foi designado Gruppenkommandeur da III./JG 51. Logo após, em 11 de novembro de 1940, Oesau foi apontado como Gruppenkommandeur da III./JG 3.
Ele liderou o Gruppe para a Frente Oriental no início da Operação Barbarossa. Atingiu a sua 40ª vitória em 5 de fevereiro de 1941. Em 6 de fevereiro, ele foi condecorado com a Cruz de Cavaleiro da Cruz de Ferro com Folhas de Carvalho (em alemão: Eichenlaub) (Nr 9). No dia 30 de junho, ele chegou a sua 50ª vitória.
No dia 10 de julho de 1941 ele abateu cinco aeronaves inimigas, sendo estas as suas vitórias de 64 a 68. A sua 70ª vitória veio em 11 de julho e a 80ª em 17 de julho. Em 15 de julho as suas vitórias chegaram a 80 e se tornou o terceiro soldado a ser condecorado com as Espadas da Cruz de Cavaleiro (em alemão: Schwertern).
No final de julho de 1941 ele foi retirado da Frente Ocidental para assumir o comando da JG 2. Atingiu a sua 100ª vitória em 26 de outubro, sendo o terceiro piloto da Luftwaffe a chegar a esta marca. Ele foi proibido de voar em missões de combate, já que não queriam arriscar em perder as suas experiências de combate e qualidades de líder.
Em 12 de novembro de 1943, Oberst Oesau retornou para o combate quando foi designado Kommodore da JG 1 após a morte do Oberst Hans Philipp (206 vitórias, RK-S). Ele adicionou 14 vitórias contra as formações de bombardeiros quadrimotores B-17 e B-24 da USAAF.
Em 11 de maio de 1944, Oesau liderou três aeronaves de seu Stabsschwarm, saindo de Paderborn para interceptar os bombardeiros aliados ao Nordeste da Bélgica e Luxemburgo. Durante o ataque aos bombardeiros, ele foi seguido pela escola de P-38. No combate que se seguiu, foi abatido e morreu em seu Bf 109 G-6/AS (W.Nr. 20 601) “Grün 13” próximo de St Vith.
Anos mais tarde o Major Grasser relembrou o fato:
"Eu estava com Oesau em sua última missão, quando foi abatido perto de Aachen. Naquele dia, ele tentou despistar a escolta dos Boeings. Mas foi seguido por dois Mustangs e vários Lightnings. No entanto, ele não pôde fazer nada e nós também não. Desta forma, perdemos nosso melhor homem."
“Gulle” Oesau atingiu 127 vitórias em pouco mais de 300 missões de combate. Dentre estas, 9 vitórias foram durante a Guerra Civil Espanhola, 74 foram na Frente Ocidental, incluindo 14 bombardeiros quadrimotores tendo abatido em toda a guerra 38 Spitfires(um B-17 como engültige Vernichtung) e 44 na Frente Oriental.

## Sumário da carreira

### Condecorações
- Medalla de la Campaña[3]
- Medalha Militar (Espanha)[3]
- Cruz Espanhola em Ouro com Espadas e Diamantes[3]
- Cruz de Ferro (1939)
  - 2ª classe (15 de maio de 1940)[4]
  - 1ª classe (20 de maio de 1940)[4]
- Distintivo de Voo do Fronte da Luftwaffe em Ouro com Flâmula "300"[3]
- Distintivo de Ferido em Preto[3]
- Cruz Germânica em Ouro (17 de outubro de 1943)[5]
- Cruz de Cavaleiro da Cruz de Ferro (20 de agosto de 1940)[6][7]
  - 9ª Folhas de Carvalho (6 de fevereiro de 1941)[6][8]
  - 3ª Espadas (15 de julho de 1941)[9][Nota 1]

### Promoções
- outubro de 1933 – Soldado alistado[10]
- 1934 – Fahnenjunker[10]
- 20 de abril de 1937 – Leutnant (segundo-tenente)[11]
- 15 de julho de 1939 – Oberleutnant (primeiro-tenente)[10]
- 19 de julho de 1940 – Hauptmann (capitão)[11][12]
- 20 de julho de 1941 – Major (major)[13]
- 1 de fevereiro de 1943 – Oberstleutnant (tenente-coronel)
- 1 de maio de 1944, postumamente – Oberst (coronel)[14]